# Золотницкое (Днепропетровская область)
Золотницкое (укр. Золотницьке) — село,
Троицкий сельский совет,
Пятихатский район,
Днепропетровская область,
Украина.
Код КОАТУУ — 1224587504. Население по переписи 2001 года составляло 4 человека .

## Географическое положение
Село Золотницкое находится на расстоянии в 1 км от села Николаевка и в 1,5 км от села Троицкое.
По селу протекает пересыхающий ручей с запрудой.